# Percy Carlyle Gilchrist
Percy Carlyle Gilchrist, född 27 december 1851 i Lyme Regis, död 16 december 1935, var en brittisk metallurg.
Gilchrist uppfann i slutet av 1870-talet, tillsammans med sin kusin Sidney Gilchrist Thomas, en förbättrad metod för framställning av smidbart stål, Thomas Gilchrist-processen, ofta kallad Thomasprocessen.